# Nuova Groenlandia del Sud

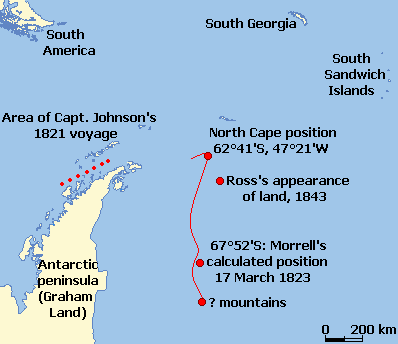
La mappa mostra la posizione della costa della «Nuova Groenlandia del Sud» riportata da Morrell (1823, linea rossa) e della «terra» avvistata da Sir James Clark Ross nel 1841. La linea punteggiata indica l'area visitata dal capitano Johnson nel 1821.

La Nuova Groenlandia del Sud, talvolta indicata anche come terra di Morrell, era una presunta terra scorta dal capitano americano Benjamin Morrell della goletta Wasp nel marzo 1823, durante un viaggio di ricognizione alla ricerca di terreni di caccia alla foca nell'area dell'Antartide nota come mare di Weddell. Morrell fornì coordinate precise e una descrizione della linea costiera che sosteneva di aver seguito con la nave per più di 480 km. Poiché l'area del mare di Weddell era allora così poco visitata e difficile da navigare a causa dei ghiacci che la ricoprono, la presunta terra non fu mai studiata adeguatamente prima che la sua esistenza fosse smentita in modo definitivo durante le spedizioni antartiche all'inizio del XX secolo.
All'epoca del viaggio di Morrell, la geografia di quello che in seguito verrà chiamato mare di Weddell e delle coste che lo circondano era quasi completamente sconosciuta, il che in un primo momento rese plausibile la veridicità delle sue affermazioni. Tuttavia, gli evidenti errori presenti nel resoconto del viaggio di Morrell e la sua reputazione generale di inventore di favole crearono già allora un certo scetticismo sull'esistenza di questa nuova terra. Nel giugno del 1912 l'esploratore tedesco Wilhelm Filchner cercò di localizzarla ma non trovò alcuna traccia di terra dopo che la sua nave Deutschland rimase intrappolata nei ghiacci del mare di Weddell e portata alla deriva nel luogo in cui Morrell aveva fatto le sue osservazioni. Un sopralluogo con lo scandaglio rivelò che il fondale marino si trovava a più di 1500 m di profondità: ciò indicava che nei pressi della zona non vi fosse nessuna terra nelle vicinanze. Tre anni dopo, intrappolato nelle stesse acque con la sua nave Endurance, anche Ernest Shackleton riuscì con mezzi simili a smentire l'esistenza di questa terra.
Gli studiosi hanno suggerito varie ipotesi per spiegare l'errore di Morrell, incluso l'inganno intenzionale. Tuttavia, Morrell descrive la sua scoperta brevemente e prosaicamente, senza cercare apparentemente nessun credito personale o gloria per questa scoperta. Nel suo racconto, infatti, assegna a un suo collega, il capitano Robert Johnson, l'onore di aver scoperto e battezzato la terra due anni prima. Morrell potrebbe essersi sbagliato in buona fede, a causa di errori nel calcolo della posizione della sua nave o di dettagli sbagliati, quando scrisse le sue memorie nove anni dopo. In alternativa, potrebbe aver commesso l'errore comune di confondere iceberg in lontananza con la terraferma, o essere stato tratto in inganno dagli effetti distorsivi del miraggio antartico. Nel 1843 il celebre esploratore navale britannico James Clark Ross riferì la possibile esistenza di terraferma in una posizione vicina a quella riportata da Morrell: anche questa terra, alla fine, si sarebbe dimostrata inesistente.

## Il viaggio dellaWasp, 1822-23

### Dal giugno 1822 al marzo 1823
All'inizio del XIX secolo la geografia dell'Antartide era quasi completamente sconosciuta, nonostante ne fossero già stati segnalati occasionali avvistamenti. Nel 1822 Benjamin Morrell, che aveva navigato fino alle isole Sandwich australi l'anno precedente, venne nominato comandante della goletta Wasp per un viaggio di due anni con lo scopo di cacciare le foche, commerciare ed esplorare i mari antartici e l'oceano Pacifico meridionale. Oltre al suo dovere di dare la caccia alle foche, Morrell aveva anche, come dice lui stesso, «poteri discrezionali per perseguire nuove scoperte». Propose di usare la discrezione di cui godeva per indagare i mari antartici «e per accertare la praticità ... di penetrare al Polo Sud». Questo sarebbe stato il primo di quattro lunghi viaggi che avrebbero impegnato Morrell per la maggior parte degli otto anni seguenti, anche se non avrebbe mai più rivisitato l'Antartico dopo il viaggio iniziale.
La Wasp salpò da New York, diretta verso sud, il 22 giugno 1822. Raggiunse le isole Falkland alla fine di ottobre, dopodiché Morrell trascorse 16 giorni all'infruttuosa ricerca delle inesistenti isole Aurora, prima di dirigersi verso la Georgia australe, dove la nave ancorò il 20 novembre. Nel suo racconto Morrell registrò erroneamente la posizione del punto di ancoraggio, indicando una posizione in mare aperto circa 97 km a sud-ovest della costa dell'isola. Secondo il racconto di Morrell, la Wasp si diresse quindi verso est a caccia di foche e raggiunse la remota isola di Bouvet il 6 dicembre. Lo storico polare H. R. Mill ha fatto notare che dando una descrizione fisica dell'isola Morrell omise qualsiasi riferimento alla sua caratteristica più peculiare - la calotta di ghiaccio permanente che ne copre la superficie. Morrell tentò quindi di dirigere la nave verso sud, ma, scontrandosi con la banchisa intorno a 60° S, virò a nord-est verso le isole Kerguelen, dove ancorò il 31 dicembre.

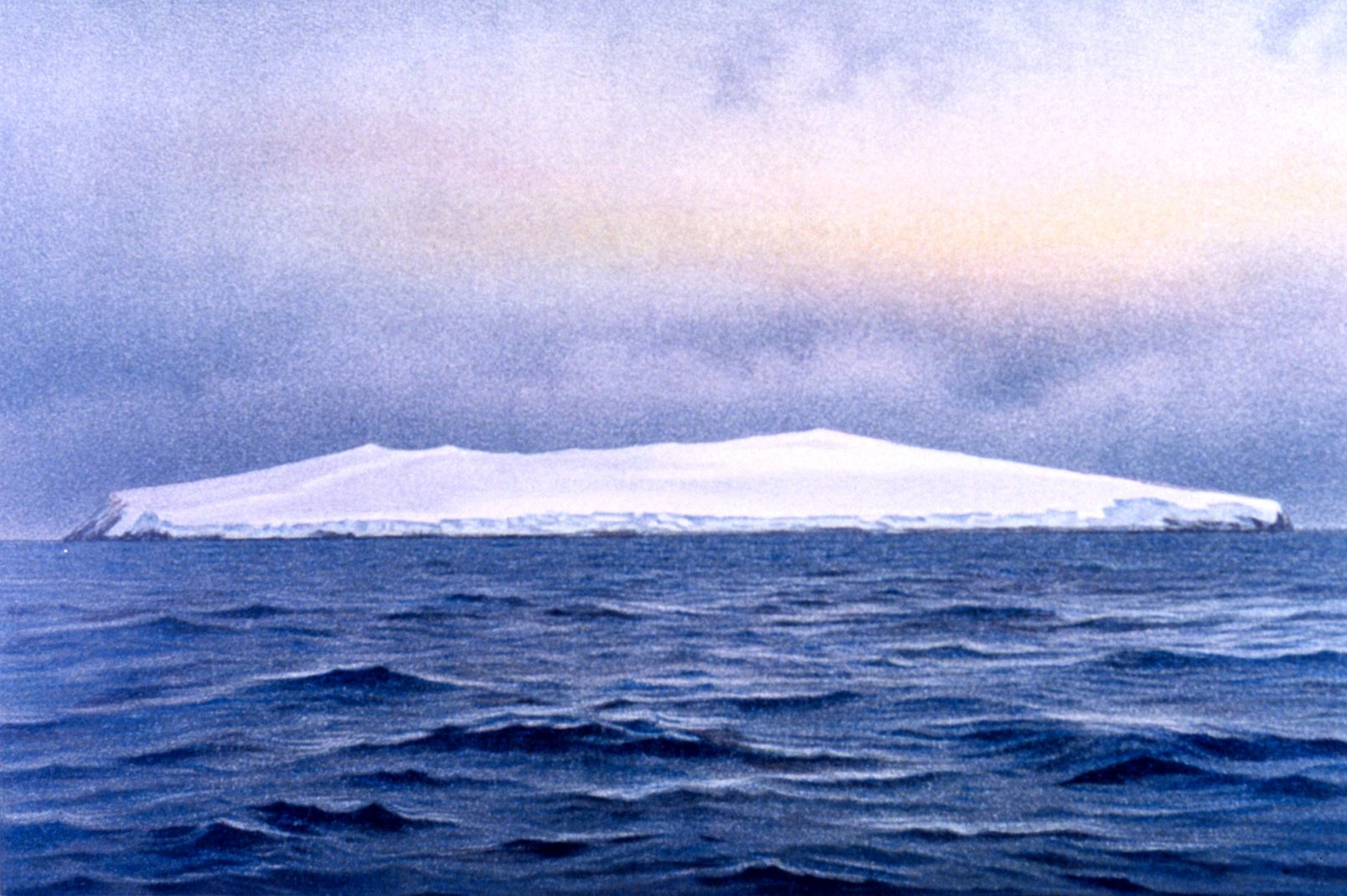
L'isola di Bouvet, che Morrell afferma di aver raggiunto il 6 dicembre 1822.

Dopo diversi giorni di esplorazione e di una caccia alle foche evidentemente fruttuosa, la Wasp lasciò le Kerguelen l'11 gennaio 1823, navigando a sud e a est fino a registrare il punto più orientale a 64°52'S, 118°27'E il 1º febbraio. A questo punto, secondo il suo racconto, Morrell avrebbe deciso di sfruttare i forti venti orientali per tornare a ovest verso il meridiano di Greenwich, 0°. Da qui in poi, la veridicità delle affermazioni di Morrell è stata messa in discussione, in particolare quando afferma di aver percorso una distanza di oltre 5600 km in 23 giorni. Lo scrittore Rupert Gould sottolinea che, secondo quanto afferma, Morrell avrebbe dovuto coprire in media un tratto di 1400 km ogni quattro giorni, una velocità di crociera che persino Gould, in genere un sostenitore della buona fede di Morrell, è incline a dubitare. Morrell indica varie posizioni misurate durante il viaggio a latitudini meridionali che successivamente si rivelarono situate ad almeno 160 chilometri all'interno del continente antartico, non ancora stato scoperto. Lo scrittore W. J. Mills spiega questa discrepanza con il fatto che Morrell, quando scrisse il suo libro di memorie, nove anni dopo il viaggio, potrebbe non aver avuto accesso al diario di bordo della nave, e quindi «si sentì costretto a inventare dettagli apparentemente plausibili» per dare corpo alla sua narrazione.
Il 28 febbraio la Wasp raggiunse l'isola della Candelora nelle Sandwich australi. Dopo alcuni giorni trascorsi alla ricerca di combustibile per alimentare le stufe della nave, Morrell salpò verso sud il 6 marzo, nella zona che successivamente diverrà nota come mare di Weddell. Trovando il mare stranamente libero dai ghiacci, Morrell avanzò fino a 70°14'S prima di svoltare a nord-ovest il 14 marzo. Morrell spiega di essere tornato indietro a causa della mancanza di combustibile; altrimenti, afferma, in queste acque aperte avrebbe potuto portare la nave fino a 85° o forse al Polo stesso. Queste parole sono molto simili a quelle usate dall'esploratore britannico James Weddell per descrivere le esperienze fatte nella stessa zona un mese prima: questo ha portato gli storici a sospettare che Morrell possa aver plagiato i racconti di Weddell.

### L'avvistamento della terra

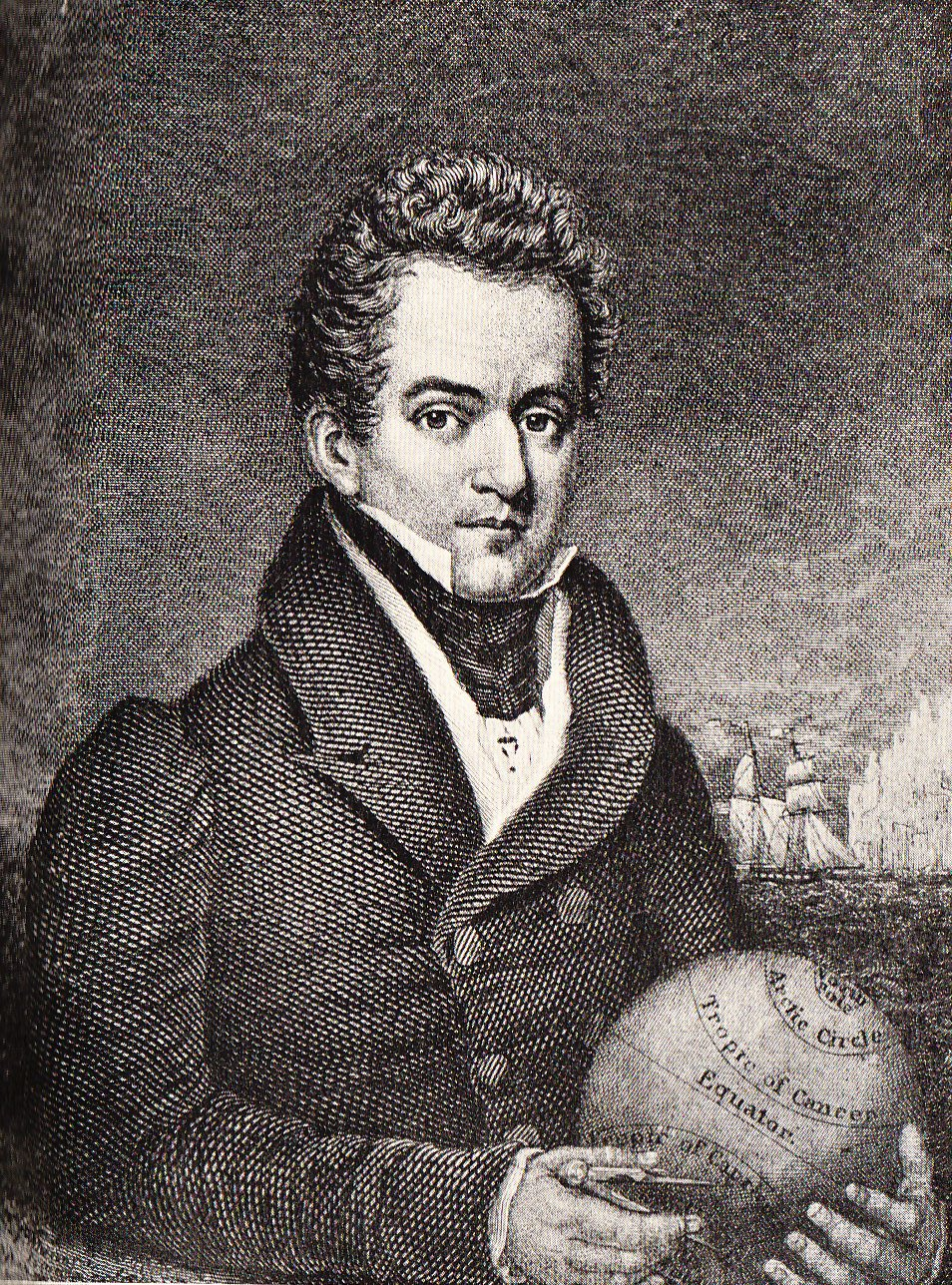
Benjamin Morrell, che sostenne di aver avvistato la Nuova Groenlandia del Sud.

Fin da quando l'uomo si è spinto per la prima volta nelle acque dell'oceano Australe, nel XVI secolo, sono state segnalate di volta in volta terre che successivamente si sono rivelate inesistenti. Robert Headland dello Scott Polar Research Institute ha suggerito varie ragioni per spiegare questi falsi avvistamenti, che vanno dal «troppo rum» a deliberate bufale progettate per attirare le navi rivali lontano da buoni terreni di caccia alla foca. Alcuni navigatori potrebbero aver avvistato grandi masse di ghiaccio che trasportavano rocce e altri detriti glaciali - il ghiaccio sporco può assomigliare in modo sorprendente alla terraferma. È anche possibile che alcune di queste terre siano esistite davvero, ma in seguito siano state sommerse a causa di eruzioni vulcaniche. Altri avvistamenti potrebbero essere stati il frutto di errate misurazioni della posizione di isole reali, dovute a errori nelle osservazioni derivanti da guasti del cronometro, condizioni meteorologiche avverse o semplice incompetenza.
Alle due del pomeriggio del 15 marzo, mentre la Wasp viaggiava verso nord-est, Morrell riporta: «Dalla cima di un albero è stata avvistata terra, a ovest, alla distanza di 3 leghe» (circa 14 km). Al momento non ritenne di aver fatto una nuova scoperta; forse pensò semplicemente che si trattasse della costa orientale della penisola antartica, la cui costa occidentale era già stata esplorata e battezzata Nuova Groenlandia del Sud, nel 1821, da Robert Johnson, un ex capitano della Wasp. Il nome che Johnson dette a questa terra non venne mai adottato e nel 1831 ricevette il nome di terra di Graham. All'epoca del viaggio di Morrell, il carattere geografico e le dimensioni della penisola erano sconosciute: la posizione registrata da Morrell si trovava in effetti molto più a est della penisola. Il racconto di Morrell recita: «Alle quattro e mezzo del pomeriggio eravamo vicini alla terra a cui il Capitano Johnson aveva dato il nome di Nuova Groenlandia del Sud». I giorni successivi furono dedicati all'esplorazione di questa presunta costa, che apparentemente era ricca di foche. Circa 120 km più a sud Morrell credette di scorgere delle montagne innevate.
Dopo tre giorni Morrell interruppe la perlustrazione «a causa della scarsità di acqua e della stagione avanzata». La Wasp svoltò a nord, da una posizione che Morrell calcolò come 67°52'S, 48°11'W, e il 19 marzo la nave superò quello che riteneva fosse il capo settentrionale di quella terra, a 62°41'S, 47°21'W. «Questa terra abbonda di uccelli oceanici di ogni tipo», scrisse Morrell. Registrò anche di aver visto 3000 elefanti di mare. Alle dieci del mattino la Wasp «salutò le spettrali coste della Nuova Groenlandia del Sud» e salpò per la Terra del Fuoco per poi attraversare lo stretto di Magellano ed entrare nel Pacifico, raggiungendo Valparaíso, in Cile, il 26 luglio 1823.

## Alla ricerca della terra di Morrell

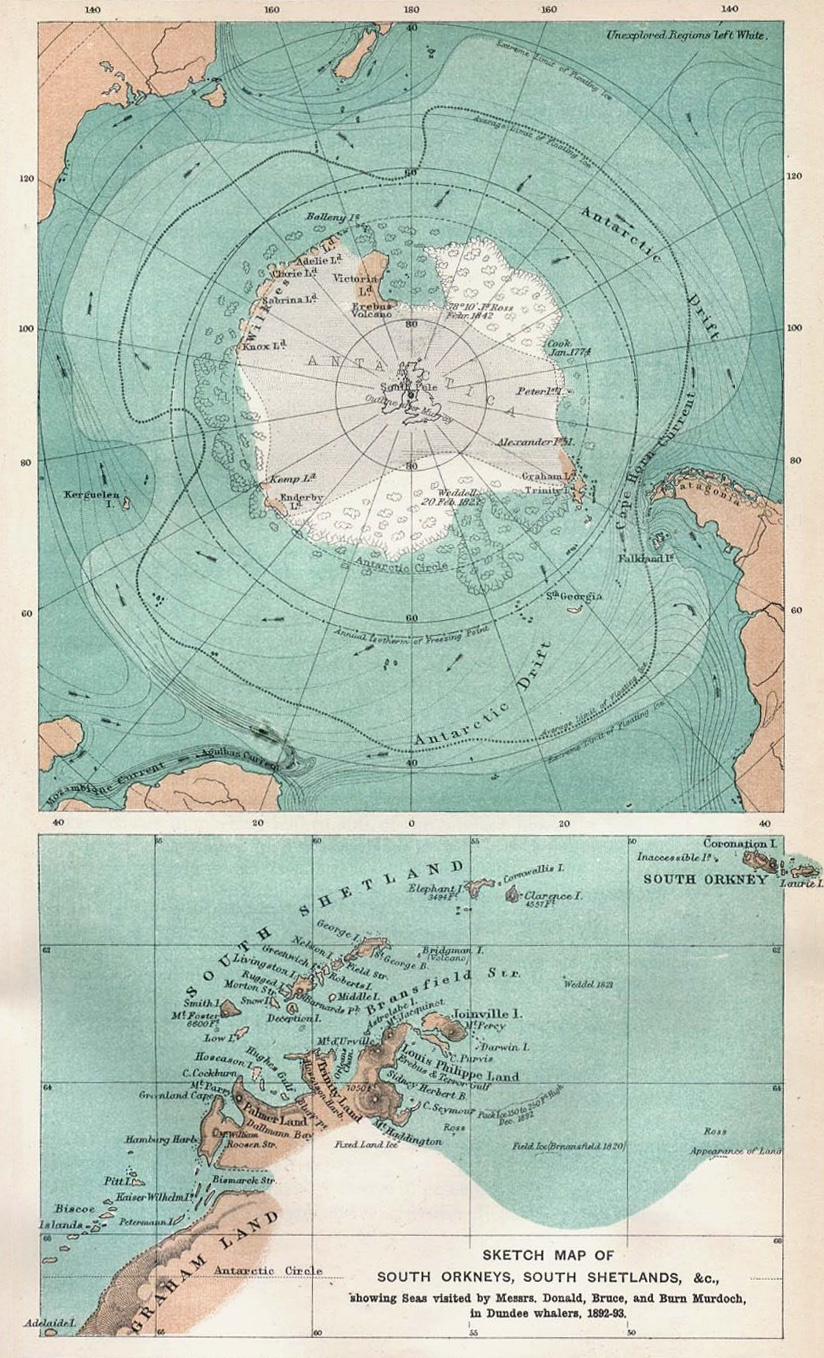
Queste mappe dell'Antartide del 1894 rivelano le scarse conoscenze di questa regione anche 70 anni dopo Morrell. La mappa in basso mostra la terra avvistata da Ross, ma non la Nuova Groenlandia del Sud.

Nel 1838 l'esploratore francese Jules Dumont d'Urville navigò oltre la posizione del «capo settentrionale» di Morrell, ma non vide alcuna traccia di terra. Questo, insieme agli evidenti errori nel resoconto del viaggio di Morrell e alla sua reputazione di spaccone, portò molti geografi successivi a dubitare del suo racconto. Questo scetticismo è rimasto anche dopo che Sir James Clark Ross, nel 1843, riferì di aver scorto una terra non lontano dalla presunta posizione di quella avvistata da Morrell. Dopo quella di Ross non ci furono ulteriori esplorazioni del mare di Weddell fino al 1903, quando William Speirs Bruce portò la Scotia a 74°1'S, ma in un settore del mare distante da quello dei presunti avvistamenti di Morrell e Ross. Bruce, tuttavia, non rigettò le affermazioni di Morrell, scrivendo che esse non dovevano essere respinte fino a quando non sarebbero state del tutto smentite.
La prima vera occasione per cercare la Nuova Groenlandia del Sud si ebbe durante la Seconda spedizione antartica tedesca (1911-13), al comando di Wilhelm Filchner. La nave della spedizione, la Deutschland, rimase intrappolata nel mare ghiacciato mentre tentava di stabilire una base nella baia di Vahsel. Procedendo alla deriva in direzione nord-ovest, verso la metà del giugno 1912, la nave venne a trovarsi in una posizione posta a soli 60 km a est del punto in cui Morrell aveva segnalato il suo avvistamento. Filchner lasciò la nave il 23 giugno e, con due compagni e provviste sufficienti per tre settimane, procedette verso ovest con una slitta attraverso la banchisa in cerca della terra di Morrell. La luce diurna limitata a due o tre ore al giorno e le temperature che scendevano a -35 °C resero il viaggio molto difficile. I tre non trovarono alcun indizio di terra: un filo a piombo calato attraverso un foro nel ghiaccio raggiunse una profondità di 1600 m prima che la corda si spezzasse. La profondità confermò che non c'era terra nelle vicinanze e Filchner giunse alla conclusione che probabilmente Morrell aveva visto solo un miraggio.
Il 17 agosto 1915 la nave Endurance di Sir Ernest Shackleton, intrappolata nel ghiaccio proprio come la Deutschland tre anni prima, andò alla deriva fino a un punto 16 km a ovest dell'avvistamento di Morrell. Qui, uno scandaglio registrò una profondità di 1676 braccia (3065 m); Shackleton scrisse: «Ho deciso che la terra di Morrell doveva essere aggiunta alla lunga lista di isole antartiche e di coste continentali che sono risultate essere degli iceberg». Il 25 agosto un'ulteriore misurazione di 1900 braccia (3500 m) diede a Shackleton ulteriori prove dell'inesistenza della Nuova Groenlandia del Sud.
Sebbene le indagini e le osservazioni di Filchner e di Shackleton fossero accettate come prova conclusiva del fatto che la Nuova Groenlandia del Sud fosse solo un mito, rimaneva la questione della terra avvistata da Sir James Ross in una posizione intorno ai 65°S, 47°W. La reputazione di Ross era sufficiente per prendere sul serio questa segnalazione e pertanto il suo presunto avvistamento veniva registrato su mappe e carte dell'Ammiragliato. Nel 1922 Frank Wild, a capo della Spedizione Shackleton-Rowett a bordo della Quest dopo la morte di Shackleton poco dopo l'inizio della spedizione, pattugliò il luogo dove Ross aveva segnalato la presenza di terra. Non trovò nulla: non potendo raggiungere il punto esatto a causa delle condizioni del ghiaccio, Wild effettuò una misurazione con lo scandaglio a 64°11'S, 46°4'W, che rivelò una profondità di 2331 braccia (4263 m). Questo bastò a dimostrare che non c'era terra nei dintorni.

## Opinioni e teorie

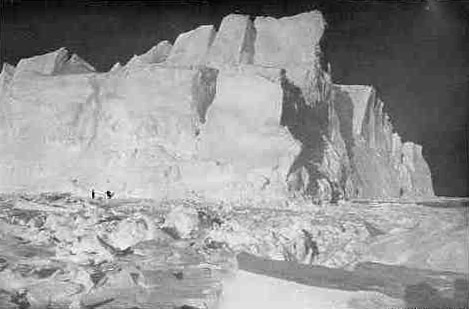
Iceberg nel mare di Weddell nella regione della «Nuova Groenlandia del Sud» (agosto 1915). Shackleton osservò come fosse facile scambiare degli iceberg per la terraferma.

Hugh Robert Mill, scrivendo nel 1905 prima che fosse definitivamente stabilita l'inesistenza della Nuova Groenlandia del Sud, concluse che a causa degli errori di Morrell e della sua abitudine di incorporare nel suo racconto le esperienze di altri esploratori tutte le sue affermazioni dovevano essere considerate infondate. Ciononostante, ammise che «un uomo può anche essere ignorante, vanaglorioso e oscuro, ma fare comunque un buon lavoro». Il geografo canadese Paul Simpson-Housley, anche se scettico riguardo a gran parte del racconto di Morrell, sostiene che le velocità raggiunte durante l'improbabile viaggio verso ovest, sebbene molto alte, non fossero del tutto impossibili, e che il punto più meridionale raggiunto da Morrell nel mare di Weddell, messo in discussione da Mill, fosse del tutto plausibile, dato che James Weddell aveva navigato fino a quattro gradi più a sud solo un mese prima.
Lo scrittore Rupert Gould, in un lungo saggio sulla Nuova Groenlandia del Sud pubblicato nel 1929, mette in dubbio il presupposto che l'avvistamento sia stato semplicemente inventato da Morrell, soprattutto per il pochissimo peso che viene dato alla scoperta in un racconto di 500 pagine. Scrive Gould: «Se Morrell desiderava ottenere una reputazione immeritata come esploratore antartico, si potrebbe pensare che avrebbe potuto fare meglio al riguardo che seppellire le sue pièces justificatives, dopo averle forgiate, in un angolo indistinto di libro». Né avrebbe accreditato la scoperta al capitano Johnson due anni prima, piuttosto che a sé stesso.

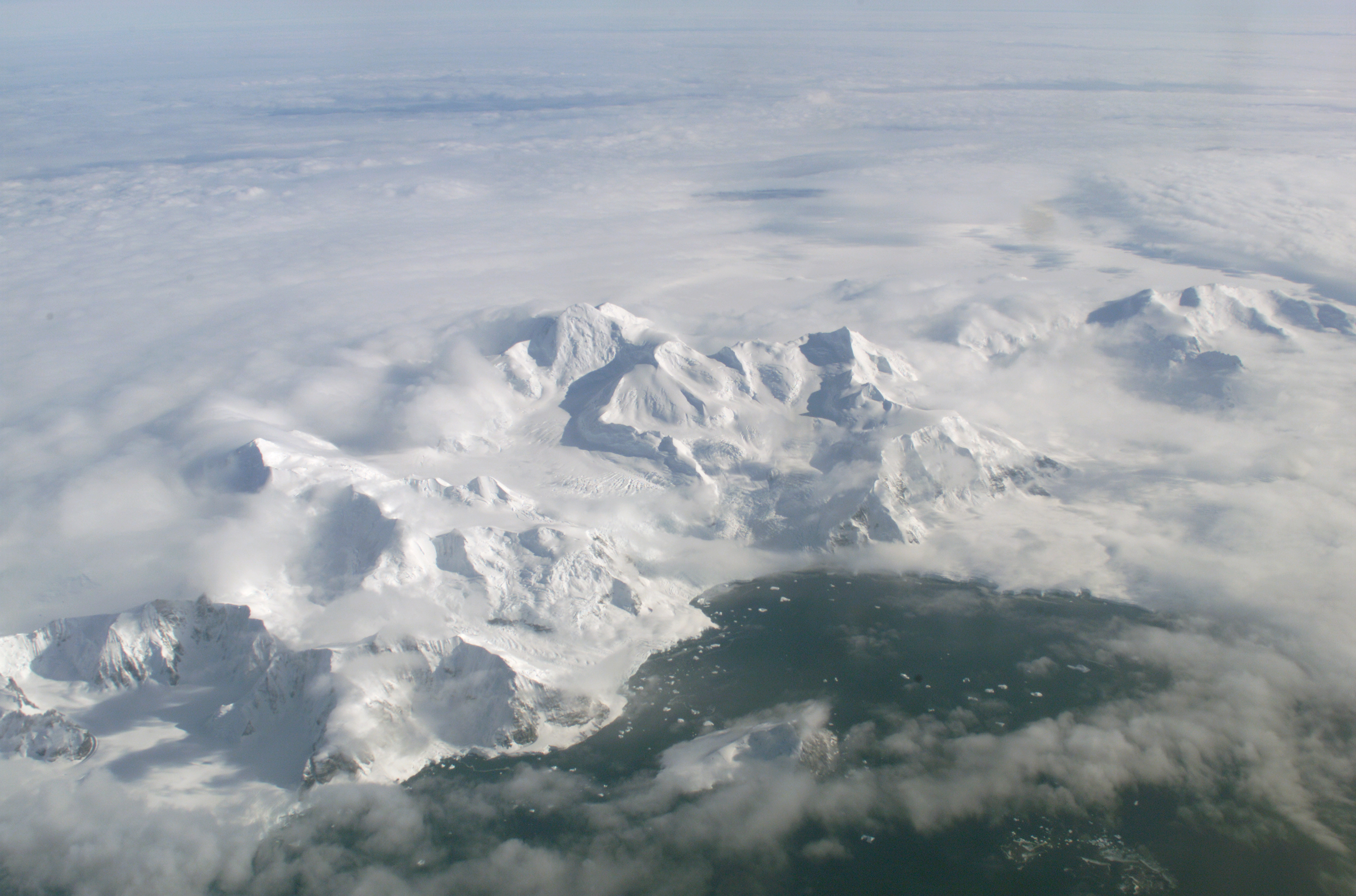
La barriera di Larsen, sulla costa orientale della penisola antartica.

Gould discute la possibilità che quella che Morrell aveva avvistato fosse la costa orientale della terra di Graham, la cosiddetta «costa di Foyn», nonostante questa fosse 14° più a ovest rispetto alla posizione dell'avvistamento della Nuova Groenlandia del Sud. Gould afferma che le caratteristiche della costa orientale della penisola corrispondono strettamente alla descrizione di Morrell della Nuova Groenlandia del Sud. Questa teoria suppone che Morrell abbia calcolato male la posizione della nave, forse perché gli mancava il cronometro necessario per un'adeguata misurazione della navigazione. Nel suo racconto Morrell scrive di essere «privo dei vari strumenti nautici e matematici», sebbene altre parti della sua narrazione sembrino indicare che un calcolo occasionale della navigazione stimata fosse l'eccezione alla norma. Un errore di longitudine di 14° è molto grande e la presunta distanza di circa 560 km fino alla costa di Foyn sembra essere troppo grande per essere stata coperta con un viaggio di dieci giorni dalle isole Sandwich australi, dove la posizione della nave è registrata con precisione. Anche così, Gould suggerisce che un «bilanciamento delle prove» indicherebbe che quella che Morrell vide effettivamente fosse la costa di Foyn.

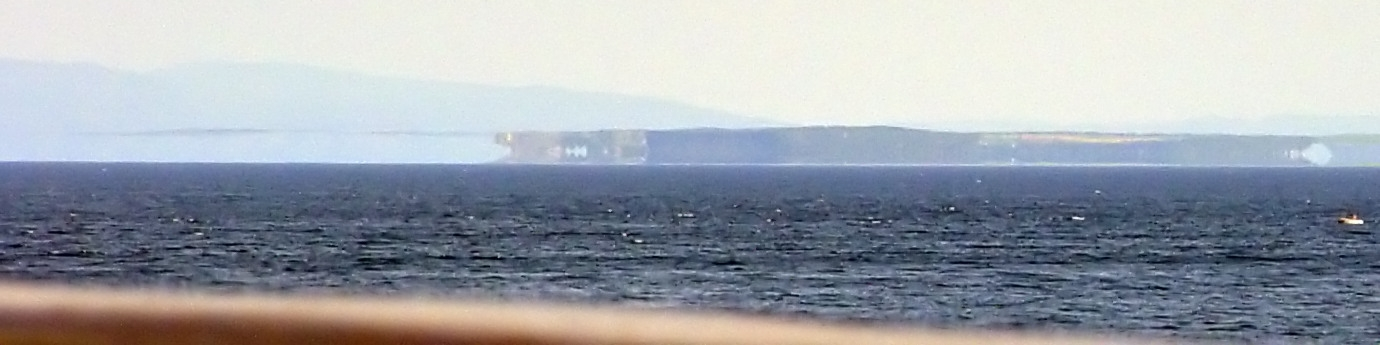
Un esempio di Fata Morgana, una forma di miraggio superiore che distorce il ghiaccio o le coste lontane in modo che possano apparire come isole con alte scogliere.

L'ipotesi di Filchner secondo la quale il presunto avvistamento della Nuova Groenlandia del Sud potrebbe essere stato provocato da un miraggio è stata ripresa da Simpson-Housley. Egli suggerisce che Morrell e il suo equipaggio siano stati tratti in inganno da un miraggio superiore. Una forma di miraggio superiore, quella che a volte viene chiamata Fata Morgana, distorce le piatte linee costiere o i margini della banchisa sia verticalmente che orizzontalmente, in modo da far apparire alte scogliere e altre caratteristiche topografiche come alte montagne e valli. Nel suo libro di memorie South, Shackleton fornisce la descrizione di una Fata Morgana osservata il 20 agosto 1915, per pura coincidenza proprio quando la sua nave Endurance era andata alla deriva vicino alla presunta posizione della Nuova Groenlandia del Sud: «Il pack in lontananza viene proiettato verso l'alto a formare dei bastioni svettanti che sembrano barriere e che, a loro volta, si riflettono in laghi e canali blu ai loro piedi. L'esistenza, lungo le cime di questi bastioni, di grandi città bianche e dorate, dall'aspetto orientaleggiante, indica la presenza di iceberg lontani, alcuni dei quali non li abbiamo mai visti. Al di sopra di questi iceberg, poi, si vedono delle linee color viola, a confermare la presenza di iceberg e pack ancora più remoti: queste linee fluttuano, tremano e si dissipano, per poi riapparire in uno scenario in continuo movimento».

## Sviluppi successivi
I quattro viaggi di Morrell si conclusero infine il 21 agosto 1831, con il suo ritorno a New York. Fu qui che scrisse il suo Narrative of Four Voyages, che verrà pubblicato l'anno seguente. Tentò in seguito di riprendere la sua carriera di navigatore, cercando un impiego presso la società di spedizioni londinese dei Fratelli Enderby, ma la sua reputazione lo aveva preceduto e la richiesta venne respinta. Charles Enderby dichiarò pubblicamente che «aveva sentito parlare così tanto di lui da non ritenere opportuno stabilirvi alcun tipo di rapporto». Morrell cercò anche di unirsi alla spedizione di Dumont d'Urville nel mare di Weddell del 1837, ma i suoi servizi vennero di nuovo rifiutati. Secondo quanto riferito, morì nel 1839; a commemorare il suo nome rimane solamente l'isola di Morrell, a 59°27'S, 27°19'W, un nome alternativo dell'isola di Thule nel sottogruppo delle Thule australi delle isole Sandwich australi. Robert Johnson, che coniò il nome Nuova Groenlandia del Sud, scomparve con la sua nave nel 1826, mentre stava perlustrando le acque dell'Antartico nelle vicinanze di quello che in seguito sarebbe stato chiamato mare di Ross.